# Аджамський (заказник)
Аджа́мський зака́зник — орнітологічний заказник місцевого значення в Україні. Розташований у Кропивницькому районі Кіровоградської області, поблизу села Аджамка. 

## Опис

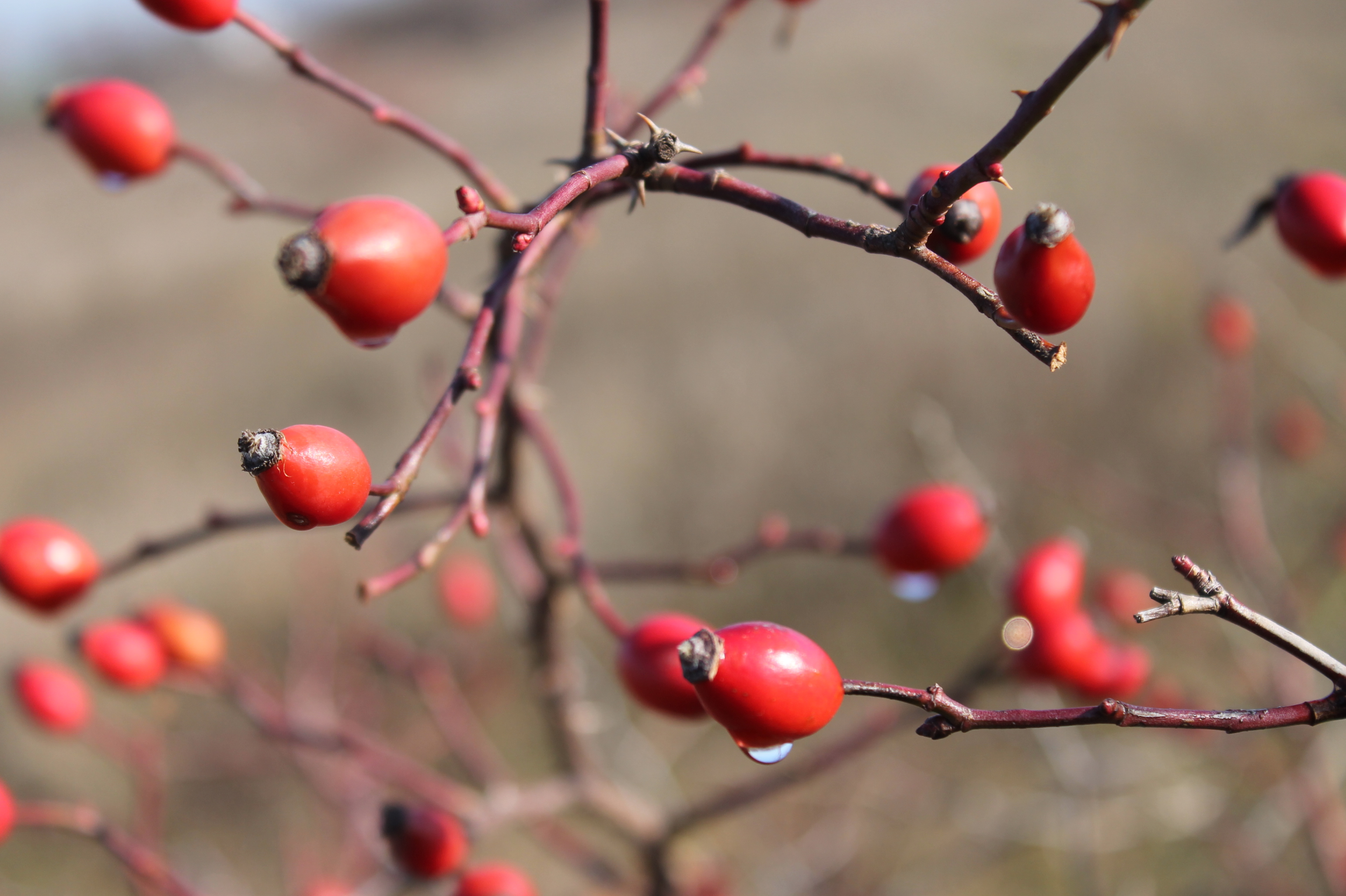
Ягоди шипшини

Площа 67,4 га. Створено рішенням Кіровоградської обласної ради № 185 від 24.07.1991 року. Перебуває у віданні Кіровоградської районної державної адміністрації. 
Заказник створено з метою охорони колонії чаплі сірої. У колонії налічується близько 60 гнізд, розташованих на 7 деревах. 
Колонія уподобала балку з різноманітними природними умовами. По її дну зростають водно-болотні угруповання рогозу широколистого з хвощем болотним; поодиноко трапляються куртини верби п'ятитичинкової та верби попелястої. Вище по схилу тягнеться лісова смуга, яку утворюють дерева в'яза, ясена, дуба. Ще вище лежать ділянки лучного степу з переважанням тонконогу вузьколистого. Серед інших рослин тут трапляються: чина бульбиста, чистець прямий, горлянка женевська, китятки подільські. На цій ділянці зростають також лучні рослини — жовтець багатоквітковий, смілка поникла, звіробій та степові види — костриця валіська, чаполоч степова, елізанта клейка. На узліссі зростає вишня степова. 
Серед хребетних тварин тут трапляються сарна європейська, заєць сірий, їжак європейський, іноді заходять свині дикі. Орнітофауна заказника є характерною для байрачних лісів лісостепової смуги. Ентомофауна урочища є характерною для листяних лісів лісостепу. Особливої уваги заслуговує перебування на території заказника мнемозини, що занесена до Червоної книги України. На дні байраку на заболоченій ділянці виявлена специфічна фауна безхребетних. Тут домінують туруни-бігунчики, стафілініди — педаруси та філонтуси, зустрічаються туруни-тінники та щитовуси — типові представники прибережно-водного комплексу.

## Проблеми збереження
У 2016 році, за повідомленням журналістів, два дуби, на яких були гнізда чапель, спиляли невідомі особи..